# Estação Marquês
A Estação Marquês é parte do Metro do Porto, sendo servida pela linha de Gaia (D).
   

Permite o transbordo para diversas linhas urbanas da STCP e serve uma das zonas mais movimentadas do Porto. A estação encontra-se, também, na proximidade de diversos estabelecimentos de ensino incluindo, mas não limitado ao Externato Ribadouro e à Escola Secundária Aurélia de Sousa.